# Herbert Feigl
Herbert Feigl (* 14. Dezember 1902 in Reichenberg, Österreich-Ungarn; † 1. Juni 1988 in Minneapolis, Minnesota) war ein österreichisch-amerikanischer Philosoph.

## Werdegang
Herbert Feigl studierte Physik, Mathematik und Philosophie in München. 1922 begann er sein Studium in Wien; während dieser Zeit stieß er zum Wiener Kreis. 1927 wurde Feigl in Philosophie promoviert. Seine erste Monographie, Theorie und Erfahrung in der Physik, erschien 1929. Im darauffolgenden Jahr emigrierte er in die Vereinigten Staaten, wo er ein Rockefeller Fellowship Stipendium an der Harvard University bekam. 1933 wurde Feigl Assistenzprofessor an der University of Iowa, 1937 Associate Professor ebenda, 1940 zum zweiten Mal Inhaber eines Rockefeller Fellowships an der Harvard University und der Columbia University. 1953 baute er das Minnesota Center for Philosophy of Science auf. 1971 trat er als dessen Direktor zurück. Feigl war weiterhin als Autor tätig.
1971 wurde Feigl in die American Academy of Arts and Sciences gewählt.

## Schriften
- 1927, Zufall und Gesetz, Diss. Universität Wien.
- 1929, Theorie und Erfahrung in der Physik, G. Braun, Karlsruhe. engl. Übers.: Kap. 3. in Feigl 1980, 116–144.
- 1930, Wahrscheinlichkeit und Erfahrung, Erkenntnis 1, 249–259. engl. Übers.: Probability and Experience, in: Feigl 1980, 107–115.
- 1967, The Mental and the Physical: The Essay and a Postscript, University of Minnesota Press, Minneapolis.
- 1969, The Wiener Kreis in America, in: D. Fleming und B. Bailyn (Hrsg.): The Intellectual Migration 1930–1960, Harvard University Press, Cambridge, 630–673, auch in: Feigl 1980, 57–94.
- 1974, Empiricism at Bay?, in: R. S. Cohen und M. W. Wartofsky (Hrsg.): Methodological and Historical Essays in the Natural and Social Sciences, Boston Studies in the Philosophy of Science 14, Reidel, Dordrecht, 1–20. auch in: Feigl 1980, 269–285.
- 1974, No Pot of Message, in: P. Bertocci (Hrsg.): Mid-Twentieth Century Philosophy: Personal Statements, Humanities Press, New York, 120–139. auch in: Feigl 1980, 1–20.
- 1980, Inquiries and Provocations: Selected Writings 1929–1974, hrsg. Robert S. Cohen, Vienna Circle Collection 14, Reidel, Dordrecht.
- 1949, mit Wilfrid Sellars (Hrsg.): Readings in Philosophical of Analysis, Appleton-Century-Crofts, New York.
- 1953, mit M. Brodbeck (Hrsg.): Readings in the Philosophy of Science, Appleton-Century-Crofts, New York.
- 1956, mit M. Scriven (Hrsg.): The Foundations of Science and the Concepts of Psychology and Psychoanalysis, Minnesota Studies in the Philosophy of Science, Vol. I, University of Minnesota Press, Minneapolis.
- 1958, mit M. Scriven und G. Maxwell (Hrsg.): Concepts, Theories, and the Mind-body Problem, Minnesota Studies in the Philosophy of Science, Vol. II, University of Minnesota Press, Minneapolis, darin: The Mental and the Physical, 370–497.
- 1961, mit G. Maxwell (Hrsg.): Current Issues in the Philosophy of Science, Holt, Rinehart, and Winston, New York.
- 1962, mit G. Maxwell (Hrsg.): Scientific Explanation, Space, and Time, Minnesota Studies in the Philosophy of Science, Bd. 3, University of Minnesota Press, Minneapolis.
- 1972, mit Wilfrid Sellars und Keith Lehrer (Hrsg.): New Readings in Philosophical Analysis, Appleton-Century-Crofts.